# آرثر بي ديمبستر
آرثر بي ديمبستر (بالإنجليزية: Arthur P. Dempster)‏ هو إحصائي أمريكي، ولد في 1929 في تورونتو في كندا.